# Donkey Kong Jet Race
Donkey Kong Jet Race (ドンキーコング たるジェットレース, Donkī Kongu Taru Jetto Rēsu), connu sous le nom Donkey Kong Barrel Blast en Amérique du Nord, est un jeu vidéo de course édité par Nintendo et développé par Paon sur Wii. Il est sorti en 2007 en Amérique du Nord et au Japon, et en 2008 en Europe.

## Système de jeu
Donkey Kong Jet Race est un jeu de course mettant en scène de nombreux personnages issus de la série Donkey Kong. Le joueur doit agiter la Wiimote et le Nunchuk pour faire avancer son personnage. Un mouvement de Wiimote permet au personnage de frapper le bongo droit de son jet-pack et de se déplacer vers la droite, tandis qu'un mouvement du Nunchuk produit le même effet vers la gauche. En agitant les deux contrôleurs simultanément, le personnage effectue un saut.
Des bananes sont disséminées sur les circuits et permettent de remplir une jauge de carburant. Une fois celle-ci remplie, le joueur peut activer un turbo. Des ballons sont aussi présents et permettent au joueur de récupérer un objet, à la manière d'un Mario Kart, qui lui permet d'attaquer ses adversaires ou de se défendre.

## Développement

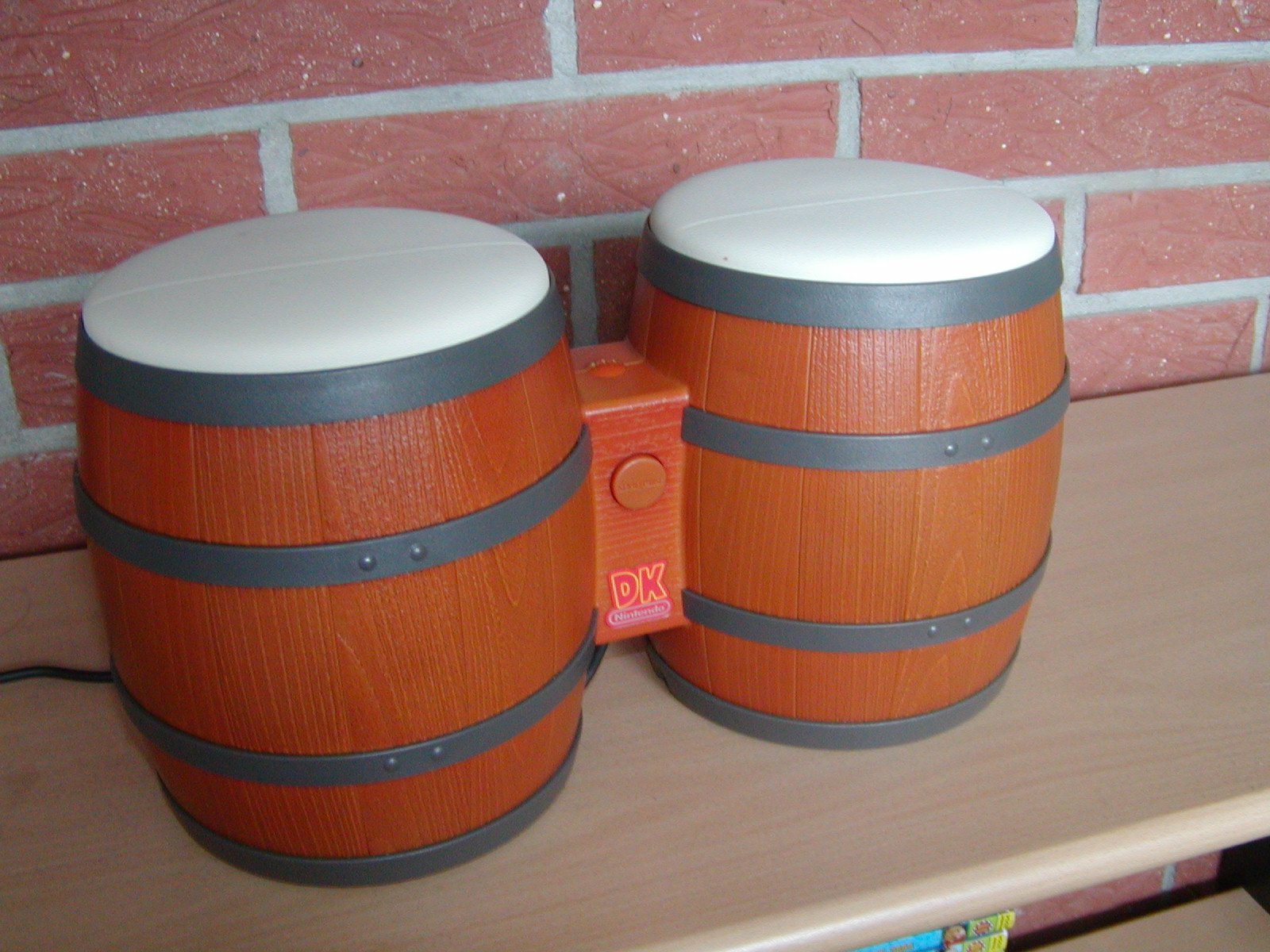
Le jeu était destiné à être contrôlé avec les Bongo DK avant d'être retardé et sorti en tant que titre Wii en 2007.

Le développement de Donkey Kong Jet Race est assuré par le studio japonais Paon, qui a précédemment conçu DK King of Swing sur Game Boy Advance et DK Jungle Climber sur Nintendo DS,. Développé à la base pour paraître sur GameCube sous le titre DK Bongo Blast et conçu entièrement autour de l'accessoire Bongo DK afin d'en tirer pleinement parti, le jeu est finalement repoussé pour apparaître sur Wii avec des contrôles à la Wiimote et au Nunchuk,.
Le jeu est dévoilé lors d'une conférence organisée au Japon par Nintendo en 2006. Il est ensuite présenté au public durant l'Electronic Entertainment Expo 2007 et sa date de sortie en Amérique du Nord est précisée. Le jeu sort le 28 juin 2007 au Japon, le 8 octobre 2007 en Amérique du Nord sous le nom Donkey Kong Barrel Blast et le 25 janvier 2008 en Europe.

## Accueil
Donkey Kong Jet Race reçoit un accueil mitigé de la presse spécialisée. Il obtient un score de 46 % sur la base de 34 critiques sur Metacritic.